# Dimna
Dimna är en tätort i Ulsteins kommun i Møre og Romsdal fylke i västra Norge. Orten ligger vid fylkesväg 5884, på den nordvästra delen av ön med samma namn.